# Antoinette Fouque
Pour les articles homonymes, voir Fouque.
Antoinette Fouque est une militante féministe et une figure historique du Mouvement de libération des femmes (MLF), née Antoinette Grugnardi le 1er octobre 1936 à Marseille et morte le 20 février 2014 dans le 5e arrondissement de Paris. Avec des militantes du MLF  , elle fonde les Éditions des femmes dont elle devient l'éditrice, ainsi que la collection de livres audio « Bibliothèque des voix ». Elle est psychanalyste, essayiste, politologue et femme politique.

## Biographie
Son père, Alexis Grugnardi, est militant syndicaliste, communiste et libertaire. Sa mère, d'origine italienne, émigre de Calabre en France pour des raisons économiques et s'installe dans un quartier populaire de Marseille.
Après des études de lettres à Aix-en-Provence, Antoinette Grugnardi se marie avec René Fouque. Elle rejoint Paris pour faire des études de lettres à la Sorbonne. Dans les années 1960, elle s'inscrit à l'EPHE en vue d'une thèse sur les avant-gardes littéraires, qu'elle n'a jamais terminée selon ses propres dires, préférant l'engagement militant aux côtés des femmes, mais passe selon elle un « DEA avec Roland Barthes ». C'est lors d'un séminaire de Barthes, en janvier 1968, qu'elle rencontre Monique Wittig,,.
Elle donne naissance à une fille, Vincente, en 1964. Cela contribue à lui faire prendre conscience des difficultés qui s'imposent aux femmes dès lors qu'elles sont mères et mariées, particulièrement dans le milieu intellectuel. Elle dit également avoir pris conscience de l'irréductibilité de la différence de sexes et de la compétence spécifique des femmes qu'est la gestation.

### Engagement pour les droits des femmes
Antoinette Fouque s'étonne du machisme ambiant dans les milieux intellectuels et militants à l’époque de mai 1968, et c'est ce constat qui est à l'origine de son engagement dans le Mouvement des femmes,,. Dès 1968, elle participe, aux côtés de l'écrivaine Monique Wittig à l'un des différents groupes qui finissent par converger pour former le Mouvement de libération des femmes,,,, dont les premières manifestations publiques datent de 1970,.
Le MLF ne se veut ni une organisation, ni une association (pas de carte, pas de bureau d'élus, pas de représentante), mais un lieu de discussions et de prises de parole individuelles de femmes entre elles, le collectif étant non-mixte.
Au sein du MLF, elle anime la tendance « Psychanalyse et politique », un lieu de réunion et de paroles luttant pour la libération des femmes dans une perspective à la fois psychanalytique et révolutionnaire,,. Cette articulation de l'inconscient et de l'histoire - psychanalyse et politique- a fait la spécificité d'une partie du mouvement français. En avril 1971, elle signe le Manifeste des 343 pour le droit à l'avortement. 
Antoinette Fouque affirme qu'« il y a deux sexes », titre de son premier recueil, et affirme « le mouvement de libération des femmes est un mouvement qui s'attaque à l'omnipotence d'une culture phallocentrée, c'est-à-dire qu'il fallait déconstruire ».

### Doctrine psychanalytique
Antoinette Fouque propose l'existence d'une libido spécifiquement féminine « située à un stade génital post-phallique », de type oral-génital : une « libido utérine » ou « libido femelle » qu'elle nomme « libido 2 », puis, dans les années 2000, « libido creandi »,. Elle souhaite poser ainsi les bases d'une théorie de la génitalité au seuil de laquelle Sigmund Freud et Jacques Lacan se seraient arrêtés. Articulant psychanalyse et politique, elle estime qu'au fondement de la misogynie, il y a l'envie primordiale de la capacité procréatrice des femmes, qu'elle nomme « envie de l'utérus ». Selon Bibia Pavard, pour Fouque, le désir féminin comme « envie de pénis » d'après Freud est une réduction et un écran à ce qu'elle nomme l'« envie d'utérus » chez les garçons.
Selon la psychanalyste Martine Menès, Lacan s'est intéressé aux débats du MLF mais a rejeté la notion de libido spécifiquement féminine propre à Fouque sans pour autant nier la spécificité d'une sexualité féminine.
Antoinette Fouque s'oppose à l'idée que les femmes sont des hommes inachevés et dans laquelle elle voit la source de la misogynie, induisant selon elle « dans tous les champs, les violences réelles et symboliques infligées aux femmes »,. Cette dimension d'analyse politique intégrée à l'approche  de la psychanalyse caractérise ce nouveau « champ épistémologique en sciences des femmes » baptisé par Antoinette Fouque « féminologie ».
Comme le dit Élisabeth Roudinesco dans La Bataille de cent ans : « Le courant [du MLF] qu’elle représente est, du reste, le seul à interroger réellement le discours freudien sans le rejeter d’emblée sous l’étiquette d’un pur et simple phallocratisme, comme le font bon nombre de beauvoiriennes ». Elle ajoute : « Pour elle on ne devient pas femme, on est femme. Mais aussi bien se retrouve-t-on femme en dépassant le stade phallique ou féministe, d’une sexualité faite à l’image du phallus paternel ».
Par ailleurs, Antoinette Fouque « insiste sur la « production de vivant » comme apport fondamental des femmes à l'humanité » comme l'écrit la psychanalyste française Janine Chasseguet-Smirgel.

#### Formation et pratique de la psychanalyse
Selon Élisabeth Roudinesco, elle rencontre Jacques Lacan, suit une partie de ses séminaires dès 1969 et commence une analyse avec lui, tandis que, selon son gendre, le psychanalyste Jacques-Alain Miller, qui a interrogé Gloria Gonzalez-Yeroda, la secrétaire de Lacan de 1948 à sa mort, la réponse fut : « Je l'ai vue 3 ou 4 fois rue de Lille », et elle aurait donc peu fréquenté son cabinet. Elle s'exerce comme psychanalyste, à partir de l'année 1971 selon ses dires, tout en refusant d'appartenir à l’École freudienne de Paris.
En 1972, elle participe avec des femmes du MLF à une « UV sauvage » sur la sexualité féminine au département de psychanalyse de l'université de Vincennes,, animée par Luce Irigaray, avec qui elle entame une analyse.
En 1977, Serge Leclaire, qui considère que le mouvement du MLF mené par Antoinette Fouque, Psychanalyse et Politique, ranime le mouvement psychanalytique en y introduisant « le corps et l'altérité », propose à Jacques Lacan de tenir un séminaire dans le cadre de l'École freudienne de Paris avec Antoinette Fouque, ce que Lacan refuse,. En 1983, elle quitte la France et s'exile aux États-Unis où elle dit avoir pratiqué la psychanalyse auprès de patients français et canadiens.

### L'édition
Lectrice aux éditions du Seuil, elle devient elle-même éditrice. Ses engagements pour l'émancipation des femmes l'entraînent à mener de nombreuses activités dans le domaine de l'édition,. Estimant que le milieu intellectuel français est très machiste et que les femmes y sont sous-représentées, notamment chez les écrivains, et considérant les femmes comme un « peuple sans écriture », elle œuvre pour ouvrir le monde du livre et de l'écrit aux femmes.
En 1972, avec des militantes du groupe « Psychanalyse et Politique », elle lance les Éditions des femmes,, grâce au financement de la militante et mécène engagée Sylvina Boissonnas, elle-même réalisatrice et productrice de films marquants de la Nouvelle Vague. Cette maison d'édition s'inscrit dès le départ dans une double optique : l'engagement politique et l'engagement littéraire. Elle a pour but de promouvoir la littérature mais aussi plus globalement les luttes de femmes.
Suivent des librairies du même nom à Paris (1974), Marseille (1976) et Lyon (1977). Elle crée la première collection de livres audio en France « La Bibliothèque des voix » (1980). Elle participe également à des journaux, Le Quotidien des femmes (de 1974 à juin 1976) et Des femmes en mouvements, mensuel (13 numéros de décembre 1977 à janvier 1979) puis hebdomadaire (de 1979 à 1982).

### Recherche et organismes
Elle crée différents organismes tels que l'Institut de recherches en sciences des femmes en 1980, le Collège de féminologie en 1978[réf. souhaitée], l'Alliance des femmes pour la démocratie (AFD) et l'Observatoire de la misogynie en 1989, enfin le Club Parité 2000 en 1990[réf. souhaitée]. Les activités de librairie renaissent[Quoi ?] avec un centre « espace des femmes » consacré à la création des femmes doté également d'une galerie et d'un lien de rencontres et de débats à Paris.
Titulaire d'un doctorat en science politique obtenu en 1992 à l'Université Paris 8, Antoinette Fouque est directrice de recherches à l'université Paris 8 dès 1994[réf. nécessaire], et membre de l’Observatoire de la parité entre les femmes et les hommes dès 2002[réf. souhaitée].

### Carrière politique
Antoinette Fouque se présente aux élections européennes de 1994 sur la liste Énergie radicale de Bernard Tapie.
Élue radicale de gauche au Parlement européen de 1994 à 1999, elle siège aux Commissions des Affaires étrangères, des Libertés publiques et des Droits des femmes (vice-présidente)[réf. souhaitée].
En 2007, elle appelle à voter pour Ségolène Royal, dans un texte publié dans Le Nouvel Observateur, « contre une droite d’arrogance », pour « une gauche d’espérance ».

### Critiques

#### Polémiques autour du MLF
En octobre 1979, Antoinette Fouque enregistre une association MLF loi de 1901 dont elle est présidente et en novembre 1979, dépose la marque et le sigle MLF à l'Institut national de la propriété industrielle (INPI), déclarant a posteriori qu'elle désirait le protéger d'une récupération partisane ou d'un usage commercial, à une époque où celui-ci était « abandonné » et « menacé d'émiettement ou de détournement par les partis ». De nombreuses militantes du MLF protestent contre cette appropriation du Mouvement par un seul groupe et sans que les autres aient été consultés,,. Ceci déclenche une polémique importante relayée par les médias, et entraîne la scission définitive entre la tendance Psychépo (MLF déposé) et les autres groupes du MLF. Dénonçant cette « appropriation abusive », Simone de Beauvoir signe la préface de Chroniques d'une imposture, du Mouvement de libération des femmes à une marque commerciale. Pour Catherine Rodgers, spécialiste de littérature contemporaine et féministe, « la querelle, qui représente un des événements les plus pénibles de l'histoire du mouvement, a certainement entaché le travail de Psych et Po, et le nom de son animatrice ».

##### La question de la fondation
En octobre 2008, plusieurs historiens dont Michelle Perrot, spécialiste de l'histoire des femmes, ainsi que des militantes historiques du MLF, s'expriment publiquement dans Libération,, Le Monde, Le Figaro, L'Humanité, et critiquent le fait qu'Antoinette Fouque organise un prétendu « quarantième anniversaire du MLF », alors que c'est, selon ces sources, la fusion de son groupe avec de nombreux autres courants et groupes de femmes qui, deux ans plus tard en 1970, a fait surgir le MLF. Michelle Perrot fait remonter l'acte fondateur, par convention, à la manifestation d'une douzaine de femmes « à la mémoire de la femme du soldat inconnu » sous l'Arc de triomphe, le 26 août 1970.
Dans sa chronique hebdomadaire du Monde, Caroline Fourest parle d'un « canular médiatique » et affirme : « Cette date ne correspond à rien… si ce n'est à l'anniversaire d'Antoinette Fouque. Rappelons cette vérité simple : personne n'a fondé le Mouvement de libération des femmes ». Le Monde publie une réponse d'Antoinette Fouque qui maintient et précise sa version des faits : « C’est bien un jour d’octobre 1968 que le MLF est né. Le 1er octobre, Monique Wittig, Josiane Chanel et moi-même, nous avons proposé pour la première fois une réunion entre femmes. Nous venions d’un comité d’action culturelle (le CRAC) créé en mai 1968 dans la Sorbonne occupée ». Antoinette Fouque affirme que « faire de l'année 1970, l'année zéro du MLF » revient à substituer « la reconnaissance du MLF par les médias […] à sa naissance réelle ».
En décembre 2008, la revue ProChoix no 46 (revue cofondée par Caroline Fourest) revient sur la controverse historique avec un dossier « MLF, Le Mythe des origines » qui contredit la version d'Antoinette Fouque : « Le mouvement de libération des femmes n'a jamais été structuré comme un parti ou une organisation politique. Il ne saurait y avoir de fondation d'un mouvement, par définition multiforme et ouvert ». Un entretien de 1979 avec Monique Wittig, publié dans cette même revue, porte également sur les débuts du mouvement : « J'étais la seule à penser à un mouvement de libération des femmes à ce moment-là, c'est pour ça que je devrais revendiquer le MLF. Attends, je vais le dire, pour que ce soit polémique, et pour dire après pourquoi ça me paraît si injuste, pourquoi ça n'a pas de sens… ».
Selon l'historienne Bibia Pavard, « tout le monde, historiens comme acteurs, s'accorde à faire commencer l'histoire du Mouvement de libération des femmes en 1968. Il naît dans le sillage de la révolte de mai, et pourtant il s'inscrit contre lui ». Elle définit cependant l'emploi du terme MLF comme « l'ensemble des femmes qui s'engagent politiquement dans la lutte des femmes au sein de divers groupes et qui forment un mouvement à partir de 1970, mouvement dont elles reconnaissent faire partie ». En 1995, Sylvie Chaperon, également historienne, parle d'une « lente gestation » remontant aux années d'après-guerre et déplore « la vision mythique d'un MLF surgi tout armé du néant perdurant dans l'historiographie », ajoutant que « 1970 est le 1968 des femmes ». Pour Jacqueline Feldman, militante historique du Mouvement, « le MLF est né en 1970 de plusieurs groupes indépendants. Ce qui a fait le mouvement de libération des femmes, c'est la diffusion soudaine, imprévue, imprévisible d'une sensibilité sociale… Aucune personne déterminée ne peut donc être à son origine ».

#### Pratiques de la psychanalyse
Elisabeth Salvaresi, ancienne militante du MLF, ainsi que les journalistes Anna Alter et Perrine Cherchève affirment que Sylvina Boissonnas a d'abord soutenu financièrement le journal Tout ! et le groupe Vive la révolution, pour s'en détourner afin de financer ensuite le groupe « Psychanalyse et politique » et faire partie du MLF,.
De son côté, Annette Lévy-Willard, journaliste à Libération, commente au sujet d'A. Fouque : « Moderne, elle comprend la force du transfert freudien et n'hésite pas à prendre en analyse les jeunes militantes qui la rejoignent. Parmi elles Sylvina Boissonnas, l'héritière d'une grosse fortune. Antoinette vivra dorénavant comme une milliardaire… ». Dans une enquête publiée en 2009 dans la Revue XXI, l'éditrice et auteur Juliette Joste écrit : « Tout en animant Psychépo, Antoinette s'est instaurée psychanalyste… Pour beaucoup, la confusion des registres est inacceptable : un analyste n'accepte pas de cadeaux, et ne part pas en vacances avec ses patients », tandis qu'elle rapporte les propos de l'écrivain Philippe Sollers qui parle d'« escroquerie analytique », d'Annette Lévy-Willard, de « manipulation totalement non déontologique », et de Claudine Mulard, militante historique du MLF, de « détournement de biens politiques ». Antoinette Fouque récuse ces points de vue comme « une avalanche de rumeurs folles, d'affects et de passions, de fictions et de fantasmes ». Cependant, en avril 2014 dans une tribune à Libération, les sociologues et historiennes Christine Fauré, Liliane Kandel et Françoise Picq affirment qu'« elle a amassé au fil des ans un patrimoine matériel stupéfiant », et Liliane Kandel décrit ces biens immobiliers dans la revue ProChoix de septembre 2014.

### Décès
Elle meurt le 20 février 2014 à Paris, et des politiques de droite et de gauche lui rendent à cette occasion hommage. Le 26 février, elle est inhumée au cimetière du Montparnasse, en présence de nombreuses personnes dont des personnalités de la politique et du spectacle,.

### Décorations
Antoinette Fouque est nommée au grade de chevalier dans l'ordre national de la Légion d'honneur puis « faite chevalier de l'ordre ». Elle est ensuite promue au grade d'officier en 1999 et faite officier le 14 septembre 2000. Le 13 juillet 2006, elle est promue au grade de commandeur au titre de « psychanalyste, universitaire, responsable d'associations ».
En juillet 2009, elle est nommée au grade de commandeur dans l'ordre des Arts et des Lettres au titre de « Présidente de l'Alliance des femmes pour la Démocratie ».
Le 14 mai 2010, elle est élevée à la dignité de grand officier dans l'ordre national du Mérite au titre de « psychanalyste, éditrice, universitaire ; 50 ans d'activités professionnelles ».

### Essais
- Women : the pioneer front of democracy, éd. des femmes, 1995.
- Il y a deux sexes : essais de féminologie. 1989 - 1995, Gallimard, 1995; édition revue et augmentée, Gallimard, 2004.
- Gravidanza : féminologie II, éd. des femmes, 2007.
- Génésique : féminologie III, éd. des femmes, 2012.

### Ouvrages collectifs
- Catherine Deneuve, Portraits choisis, Une actrice et 28 photographes pour la lutte contre le sida, sous la responsabilité d'A. Fouque et de Jean-Pierre Lavoignat de Studio Magazine, éd. des femmes, 1993[90].
- Sylvina Boissonnas (Dir.), Mémoire de femmes 1974-2004. Depuis 30 ans des femmes éditent..., collectif, présentation d'A. Fouque, éd. des femmes, 2004.
- Génération MLF 1968-2008, ouvrage collectif, éditions des femmes, 2008.
- Le Dictionnaire universel des créatrices (direction d'ouvrage avec Béatrice Didier et Mireille Calle-Gruber), Éditions des femmes, 2013.

### Articles
- « I Novissimi: un essai de récupération du réel par le langage » et « poèmes d'E. Pagliarani, A. Giuliani, Ed. Sanguineti, N. Balestrini, A. Porta », traduction et présentation par Antoinette Fouque et René Fouque, Cahiers du Sud, no 382 spécial : « L'expérience des Novissimi », 1965.
- « La démocratie est aussi une femme », la semaine d'Antoinette Fouque, Libération, 20-21 mars 2004.
- Postface à Des mots pour agir contre les violences faites aux femmes : souvenirs, monologues, pamphlets et prières, collectif, éd. des femmes, 2009.

### Entretiens
- Simone Veil, Vivre l'histoire, cassette audio, éditions des femmes, 1985.
- « Clarice Lispector aux éditions des femmes », entretien avec Benjamin Moser, auteur de Clarice Lispector : Une biographie. Pourquoi ce monde, éditions des femmes, 2012.
- Christophe Bourseiller, "Qui êtes-vous Antoinette Fouque?", Entretiens avec Christophe Bourseiller,, Bourin éditeur, 2009

### Réalisation
- Une jeune fille, film 35 mm couleur inédit tourné en 1973 par Antoinette Fouque avec Marie-Claude Grumbach, Sylviane Rey, Jacqueline Sag, Sylvina Boissonnas, Josiane Chanel, Raymonde Coudert, Anne Fontaine, Juliette Kahane, Françoise Martin et des femmes du collectif Psychanalyse et Politique; et avec Delphine Seyrig[91].

## Sur Antoinette Fouque

### Essais et articles
- « La naissance d'une secte », Nadja Ringart, Libération, 1er juin 1977.
- Annie Le Brun, Lâchez tout, Paris, Éditions Le Sagittaire, 1977.
- Chroniques d'une imposture. Du Mouvement de libération des femmes à une marque commerciale, collectif, préface de Simone de Beauvoir, AMLF, 1981.
- Elle et Elle: Antoinette Fouque et Simone de Beauvoir, Catherine Rodgers, MLN (en) 115, p. 741-760, Johns Hopkins University Press, 2000.
- Liliane Kandel, « Un messianisme génésique ? », Le Monde, 9 avril 2004.
- Bibia Pavard (préf. Jean-François Sirinelli), Les Éditions Des femmes : Histoire des premières années, 1972-1979, L'Harmattan, coll. « Inter-national / Centre d'histoire de Sciences Po », 2005, 229 p. (ISBN 978-2-7475-8525-5, lire en ligne).
- Élaine Audet, « Antoinette Fouque, entre féminisme et libération des femmes », Sisyphe, 28 janvier 2006[92].
- Karim Benmiloud, Chantal Chawaf, Roger Dadoun, Jean-Joseph Goux, François Guery, Charles Juliet, Anne-Marie Planeix, Patricia Rossi, Jean-Pierre Sag, Alain Touraine, Laurence Zordan, Penser avec Antoinette Fouque, éditions des femmes, 2008.
- Des femmes du Mouvement de libération des femmes (non déposé, ni «co-fondé»), « L'Héritage féministe détourné », Libération,‎ 7 octobre 2008 (lire en ligne).
- Laure Daussy, « Michelle Perrot : « Antoinette a un petit côté sectaire » », Le Figaro,‎ 9 octobre 2008 (lire en ligne).
- Caroline Fourest, « Le féminisme pour les nuls », Le Monde,‎ 9 octobre 2008 (lire en ligne)<.
- MLF, Le mythe des origines, ProChoix, no 46, décembre 2008, p. 4-76; « Monique Wittig raconte... », Entretien inédit avec Monique Wittig, réalisé en 1979 par Josy Thibaut, p. 63-76[75].
- Juliette Joste, « Enquête sur Antoinette Fouque, La Prêtresse Femme ne dit pas tout », Revue XXI, été 2009, p. 142-153.
- Collectif, MLF: Le détournement, ProChoix no 63, septembre 2014, p. 23-106.
- « Avec Antoinette Fouque, Hommage », collectif, Éditions des femmes, 2014, avec notamment des textes de Aung San Suu Kyi, Edith Cresson, Alain Touraine, Michèle André, Georges Kiejman, Nicole Ameline, Blandine Kriegel, Irina Bokova, Sonia Rykiel, Isabelle Huppert, Pierre Nora, Marcel Gauchet, Elisabeth Roudinesco, Taslima Nasreen...

### Audio et vidéographie
- Julie Bertuccelli, Antoinette Fouque. Qu'est ce qu'une femme ? (2008), France Télévisions Distribution, collection « Empreintes », 2010, DVD.
- François Malettra, Le Bon plaisir, entretiens avec Antoinette Fouque, livre audio, éd. des femmes, coll. « Bibliothèque des voix », 2006.
- Virginie Bloch-Lainé, « Antoinette Fouque » Entretiens dans l'émission « À Voix Nue » sur France Culture. Cinq épisodes diffusés entre le 7 et le 11 janvier 2013[93].